# Вербівська сільська рада (Підгаєцький район)
Вербівська сільська́ ра́да — адміністративно-територіальна одиниця та орган місцевого самоврядування в Підгаєцькому районі Тернопільської області. Адміністративний центр — село Вербів.

## Загальні відомості
- Територія ради: 256,587 км²
- Населення ради: 968 осіб (станом на 2001 рік)
- Територією ради протікає річка Коропець

## Населені пункти
Сільській раді були підпорядковані населені пункти:
- с. Вербів

## Населення
За переписом населення України 2001 року в селі мешкало 968 осіб.

### Мова
Розподіл населення за рідною мовою за даними перепису 2001 року:
| Мова       | Відсоток |
| ---------- | -------- |
| українська | 99,90 %  |
| російська  | 0,10 %   |

## Склад ради
Рада складалася з 12 депутатів та голови.
- Голова ради: Вареник Ольга Борисівна
- Секретар ради: Добрянська Ольга Дмитрівна

### Керівний склад попередніх скликань
| Прізвище, ім'я, по батькові | Основні відомості                                                                              | Дата обрання | Дата звільнення |
| --------------------------- | ---------------------------------------------------------------------------------------------- | ------------ | --------------- |
| Боднарчук Василь Іванович   | Сільський голова, 1957 року народження, безпартійний                                           | 26.03.2006   | 01.10.2008      |
| Димінський Іван Тарасович   | Сільський голова, 1963 року народження, освіта вища, безпартійний                              | 15.03.2009   | 31.10.2010      |
| Димінський Іван Тарасович   | Сільський голова, 1963 року народження, освіта вища, безпартійний                              | 31.10.2010   | 25.10.2015      |
| Вареник Ольга Борисівна     | Сільський голова, 1973 року народження, освіта середня, Всеукраїнське об’єднання "Батьківщина" | 31.10.2010   |                 |

Примітка: таблиця складена за даними сайту Верховної Ради України

### Депутати
За результатами місцевих виборів 2015 року депутатами ради стали:

#### За суб'єктами висування
| Суб'єкт висування | Кількість обраних депутатів | %   |
| ----------------- | --------------------------- | --- |
| Самовисування     | 12                          | 100 |

#### За округами
| № округу       | Прізвище, ім'я, по батькові    | Дата визнання обраним | Освіта             | Партійна приналежність | Відомості про обраного депутата                                    |
| -------------- | ------------------------------ | --------------------- | ------------------ | ---------------------- | ------------------------------------------------------------------ |
| Народна Партія |                                |                       |                    |                        |                                                                    |
| 8              | Порохонько Надія Василівна     | 05.11.2010            | вища               | позапартійна           | Пенсійний фонд України у Підгаєцькому районі, заступник начальника |
| Самовисування  |                                |                       |                    |                        |                                                                    |
| 1              | Добрянська Ольга Іванівна      | 05.11.2010            | вища               | позапартійна           | Вербівський дитсадок «Ромашка», повар                              |
| 2              | Дигідь Андрій Васильович       | 05.11.2010            | незакінчена вища   | позапартійний          | приватний підприємець                                              |
| 3              | Антонів Тарас Ярославович      | 05.11.2010            | вища               | позапартійний          | ТОВ «Буларанг», продавець                                          |
| 4              | Семенюк Галина Миронівна       | 05.11.2010            | середня спеціальна | позапартійна           | Вербівський дитсадок «Ромашка», двірник                            |
| 5              | Лапчак Наталія Михайлівна      | 05.11.2010            | середня спеціальна | позапартійна           | Вербівська сільська рада, головний бухгалтер                       |
| 6              | Добрянський Ярослав Васильович | 05.11.2010            | середня спеціальна | позапартійний          | Вербівська сільська рада, землевпорядник                           |
| 7              | Палій Олександра Володимирівна | 05.11.2010            | незакінчена вища   | позапартійна           | Вербівське відділення зв'язку, заввідділенням                      |
| 9              | Лоїк Богдан Петрович           | 05.11.2010            | середня            | позапартійний          | Ват «Укртелеком» цех № 3, монтер                                   |
| 10             | Боднарчук Мирон Ярославович    | 05.11.2010            | вища               | позапартійний          | ТОВ"Мрія -Підгайці"                                                |
| 11             | Невмержицька Ольга Іванівна    | 05.11.2010            | вища               | позапартійна           | Івано-Франківський міський центр зайнятості, спеціаліст            |
| 12             | Лапчак Володимир Володимирович | 05.11.2010            | середня спеціальна | позапартійний          | Галицький медичний коледж, студент                                 |
| 13             | Катерняк Надія Іванівна        | 05.11.2010            | середня спеціальна | позапартійна           | Підгаєцький УПЗСН                                                  |
| 14             | Палій Михайло Іванович         | 05.11.2010            | середня спеціальна | позапартійний          | фермерське господарство «Обрій»                                    |
| 15             | Посунько Надія Володимирівна   | 05.11.2010            | середня            | позапартійна           | Вербівський дитсадок «Ромашка», помічник вихователя                |
| 16             | Добрянська Ольга Дмитрівна     | 05.11.2010            | вища               | позапартійна           | Підгаєцький центр зайнятості, провідний спеціаліст                 |

### Колишні скликання
За результатами місцевих виборів 2010 року депутатами ради стали:

#### За суб'єктами висування
| Суб'єкт висування | Кількість обраних депутатів | %    |
| ----------------- | --------------------------- | ---- |
| Самовисування     | 15                          | 93,8 |
| Народна партія    | 1                           | 6,3  |

#### За округами
| № округу      | Прізвище, ім'я, по батькові    | Дата народження | Освіта              | Партійна приналежність | Відомості про обраного депутата   |
| ------------- | ------------------------------ | --------------- | ------------------- | ---------------------- | --------------------------------- |
| Самовисування |                                |                 |                     |                        |                                   |
| 1             | Баліцький Іван Григорович      | 06.05.1981      | професійно-технічна | позапартійний          | тимчасово не працює               |
| 2             | Добрянська Надія Василівна     | 05.06.1978      | вища                | позапартійна           | Вербівська ЗОШ І-ІІ ст.., вчитель |
| 3             | Довжинський Павло Петрович     | 11.07.1985      | вища                | позапартійний          | тимчасово не працює               |
| 4             | Лапчак Марія Михайлівна        | 13.10.1987      | вища                | позапартійна           | тимчасово не працює               |
| 5             | Мазур Оксана Василівна         | 21.05.1977      | загальна середня    | позапартійна           | сільський клуб, завідувач         |
| 6             | Лоїк Богдан Петрович           | 14.08.1957      | загальна середня    | позапартійний          | тимчасово не працює               |
| 7             | Невмержицька Олена Михайлівна  | 30.11.1979      | професійно-технічна | позапартійна           | тимчасово не працює               |
| 8             | Стасюк Марія Андріївна         | 26.04.1988      | професійно-технічна | позапартійна           | тимчасово не працює               |
| 9             | Кунашко Андрій Васильович      | 20.07.1994      | професійно-технічна | позапартійний          | тимчасово не працює               |
| 10            | Максимів Володимир Іванович    | 16.09.1963      | вища                | позапартійний          | землепорядник                     |
| 11            | Добрянська Ольга Дмитрівна     | 27.09.1975      | вища                | позапартійна           | тимчасово не працює               |
| 12            | Погранична Ганна Володимирівна | 18.06.1964      | професійно-технічна | позапартійна           | с.Вербів ТОВ "Мрія"               |